# Добојски логор
Добојски логор је био концентрациони логор за Србе у Добоју, којег су за вријеме Првог свјетског рата изградиле Аустроугарске власти.

## Околности
Након Сарајевског атентата Гаврила Принципа, као и након дужег тражења разлога за улазак у рат од стране Аустроугарске, Срби  су колективно, у монархији означени као расадник бунтовништва. То је повлачило бројне послиједице, међу којима и плански спроведену масовну изолацију: „На евакуацију пучанства из свих пограничних крајева Аустро угарске монархије мислило се већ раније, јер је у аугусту 1914 израђен царски декрет о припомоћи, настамби и уздржавању евакуираца..." Царски декрет о евакуирцима један је мали саставни дио општег ратног плана монархије, која је на свим својим границама имала народне мањине оних народа, са којима ће ступити у рат... Осим депортација у првим годинама рата Срби су на простору БиХ узимани за таоце на комуникацијама и објектима, вјешани и стријељани, итд.

## Логор
Логор је основан 27. децембра 1915. године. У њему је било заточено 45.791 Срба. Од тога је било 16.673 мушкараца, 16.996 жена и 12.122 српских војника и један број старијих грађана, нарочито из Херцеговине и Сарајевско-романијског платоа, Подриња због  аустроугарског настојања да "очисти" етнички раздвоји ова подручја насељена Србима према Црној Гори и Србији. Ту су касније после војног слома биле жена и дјеце из Србије и Црне Горе. У логору је убијено више од 12.000 Срба, а само у априлу 1916. године је умрло 643 дјеце. Логор је затворен 5. јула 1917. године.
Грађевине за смјештај интернираца биле су штале-коњушнице за болесне коње Аустроугарске војске прије рата, никада очишћене и дезинфиковане. Хигијенски и здравствени услови били су испод сваког минимума. О каквом се односу према Србима радило говори и наредба Аустро-угарске врховне команде заповједнику логора у Добоју: Са интернирцима поступати без интервенције суца, на основу нужне ратне одбране према војничкој командантској моћи...“ У каснијем извјештају из Сарајева у Беч наведено: „Како је наређење војне команде налагало најстрожи и најдраконскији поступак с овом интернирцима, учињено је све што се могло да се што прије и што више интернираца уништи…
У почетку је умирало до двадесет лица дневно, а касније, када су у загађеним баракама завладале заразне болести, и до стотине. О поменутом помору дјеце у априлу 1916 свједоче сурове сцене. Тих дана је једна мајка остала без седморо ситне дјеце. Када је умрло седмо дијете, жена је почупала сву косу а затим полудјела. Био је то страшан призор: мајка је скакала по живим људима обливена крвљу и пјеном, изваљивала врата и насртала на стражаре који су је кундацима обарали и убацивали у шталу. У моменту када је поново свом снагом ударила у врата, пала је и након неколико трзаја престала да дише.
У логору је био заточен и велики дио српске интелигенције. Ту је, рецимо, био интернирац и познати српски писац Борисав Станковић.
Из овог логора отишли су многи транспорти у друге аустроугарске логоре, као што је Арад, Нежидер или Шопроњек... Посљедњи транспорт из Добојског логора кренуо је у Шопроњек „4. фебруара 1917. Отишло је  14 деце, 10 жена и 5 људи. И ако је међу њима било и дјеце са једва четири године, ипак су сви, у то доба године; послати из Добоја у отвореном вагону…“, мада је логор функционисао још неко вријеме. Како је војна управа изјавила да не може интернирце више хранити, преживјели су враћани на згаришта. Ту их је чекала нова биједа и глад јер се ваљало хранити травом, козлацем и кором од дрвета. Како су интерниране породице биле највећим дијелом експатриране, имање им је било или заплијењено или уништено.

## Свједочења о логору
Др Јосип Шкарић свједочио је: Када сам као љекар упозорио команданта логора (аустроугарског официра)... да се обољелима од тешких цријевних болести даје као храна искључиво суха храна, тај господин ми је једноставно одговорио: „Ја, па шта ћемо. У историји се дешава да неке нације нестају, а друге се дижу… па шта се може против тога чинити, да овог пута нестане српске нације.“
У дијеловима свједочења добојског свештеника Славка Трнинића виде се карактеристике суровости логора:
Једнога суморног јесењег дана позваше ме из мјесне команде да сахраним неког интернирца који је приликом транспорта у вагону умро. Питао сам како му је име, али ниоткуд објашњења. То је био први добојски мученик. Вријеме је одмицало. Овакве тужне слике редале су се све чешће, док нису достигле свој кулминациони број у 1916. години, док их једног дана не самрије 106 у 24 часа.
Док сам опојавао прву непознату жртву, примијетио сам једну болну слику. Са добојске станице пружала се дуга поворка народа из Србије. Њу су предводила свештена лица, импозантна и поносна,у дугим расама и високим камилавкама. Опкољени су били густим редовима аустријских војника. Тада се на моју душу свали тешка слутња, која ми је наговјештавала трагедију народну без краја...
Транспорти учесташе. Интернирци се смјештају у бараке у којима су дотле били обољели коњи. Онако исцрпљене од путовања потрпаше их у нечисте и запарложене бараке из којих he мало који изнијети живу главу. Од хране, која је била најсличнија помијама, људи почеше нагло поболијевати и умирати. Заредаше тужне патње. Кола за колима, претрпана мртвацима, најприје у појединачним, а послије у великим еспапским сандуцима, пролазила су добојским улицама, а иза себе остављали крв и траг који је изазивао згражавање...
...Када је добојско гробље постало претрпано свјежим хумкама, засновано је ново у селу Придјел. Одох неколико пута да опојем и сахраним и оне што he их заколати у овом гробљу. Уђох у мртвачницу која је била прије неког времена сала за просектуру коња. У одаји грозна слика. Човјек до човјека смјештени у разним положајима. Некоме глава окренута доље, некоме горе; отворених уста , раширених руку и ногу лежаху без икаквог поретка. То су били блиједи костури некадашњих наших кршних горштака и једре српчади.
Претурајући доцније протоколе умрлих, нађох да је саме дјечице од 1 до 10 год., у овом трагичном раздобљу 1915-1916 године, умрло преко 1000.
Пратим једном два чамца мртваца на гробље. Чамци до врха пуни. Поред мене је нека тужна жена. Избезумљена закорачи да скочи у ријеку Босну. Једва је задржасмо. Када се пребацисмо на другу страну, она зацвили још тужније: 'Што ме не пустисте да што прије завршим. За кога да живим, родитељи ми помријеше, муж ми погибе, а ево сахраних и петоро драге дјеце ... ' Тужне и претужне су у оно вријеме биле многе српске мајке, а да се до смрти нису утјешиле.

### Милош Ћосовић:Зашто муче и тјерају у смрт?
Веома потресно реалистично свједочење о томе шта је логор у Добоју заиста био оставио је  Милош Ћосовић који је као дијете преживио страхоте на обали Босне и Усоре. Дјелови његовог свједочења:
Рођен сам 1906. године у засеоку Барне Њиве, на лијевој обали Дрине, сат хода од Фоче. (старом цестом према Миљевини).
...Још је увелико била зима кад су аустријски војници дошли у село. Црногорска војска је одступила. Под војничком пратњом, заједно с нашом стоком и имовином коју смо носили, спровели сунас на Шћепан-поље. Ту се слегло доста народа. Земља мокра од сталне сусњежице...Дјеца се шћућурила око слабих ватри...
Кроз неколико дана стиже наређење за покрет. Не знамо куда, али идемо. Народ натоварен стварима, жене са дјецом у наручју. Дуга колона нејаких,старих, промрзлих и изнемоглих под војничком пратњом гамиже путем поред Дрине. Пролазимо Фочу, Устиколину, Горажде. Требало нам је два дана док смо по невремену стигли до жељезничке станице у Устипрачи. Успут је умрло неколико дјеце и стараца.
У Устипрачи улазимо у воз. Теретни вагони хладни, а народ изнемогао, полужив, гладан, уплашен. Дуго смо се возили у тим вагонима. Често су стајали на неким станицама и на скретницама . Не сјећам се колико дана смо путовали. Знам да је у вагону било тијесно. Мајка ми је дуго и тужно плакала, јер је у возу умрла моја четворогодишња сестра Даница.Нисмо је могли сахранити. Мајка је прекрила неким капутом, плакала поред ње и тек након два дана у Добоју, гдје смо сви изишли из вагона, отац и дјед су изнијели моју мртву сестру и сахранили је. И у другим вагонима је било мртвих.
У Добоју су нас смјестили у неке бараке и коњушнице. Унутра је било прљаво, неуредно, једва смо нашли довољно мјеста да легнемо. Били смо необучени, поцијепани, без обуће и nреоблаке. На путу смо прозебли и изгладњели. Хиљаде људи, жена и дјеце лежало је по коњушницама. Почело је масовно nоболијевање. Никакве бриге, никакве љекарске помоћи. Дуго путовање, глад и студен учинили су своје. Кроз неколико дана умрла ми је сестра Стоја. Имала је шест година. Однијели су је на гробље са много друге мртве дјеце која су свако јутро изношена из коњушница. Убрзо је умрло и двоје мале дјеце моје стрине Лућанке. Све нас је мање остајало у животу...
Готово да смо стално гладовали. Изјутра би нас истјерали напоље онако необучене и болешљиве и у дугачким редовима смо чекали на порцију већ хладне супе. Тешко је то све било издржати. Многи су умирали стојећи у реду за храну. И одрасли су почели да умиру. Ускоро се разболио и мој отац Симо и за неколико дана је умро. Свако јутро су неки људи долазили да покупе мртве. А мртвих је бивало све више. Товарили би их на кола, слагали једне на друге, по 20-30 заједно, и возили. Здравији мушкарци су ишли свако јутро да копају раке. У једну раку би сахрањивали по 50 или 100 мртвих. Из једне велике раке близу логора потекла је каналом крв. Послије су раке копали даље од логора.
Дјед Стјепан нас је храбрио, бринуо о нама,соколио нас, привијао уза се, покривао ноћу, бдио над нама. Био је снажан човјек. Уз њега смо се осјећали и сигурни и заштићени. Али се и он разболи. Однијели су га у логорску амбуланту која је била пуна болесника. Без њега смо одједном остали сирочад, уплашени, изгубљени...
...У добојском логору нису били заштићени ни животи људи ни њихова имовина. Ко је претекао жив, запамтио је грдне муке. Према нама су поступали као да нисмо људи, псовали су нам српску мајку, мртве сахрањивали у заједничке гробнице, без имена и без ознака, да ни биљег не остане, да нам се траг затре. Не знам шта смо им били криви. И јесу ли било коме могла бити крива дјеца која су тек учила прве ријечи, дјеца која су се привијала уз мајчине груди и тако умирала, изнемогла од плача и глади, на рукама немоћних и болесних мајки. Нечујно су се склапале очи стотинама и хиљадама дјеце, беспомоћно и болно. Они који су нам могли помоћи били су суровији од зле судбине. Сваки наш корак праћен је њиховом мржњом, а масовно умирање српског народа јачало је задовољство на њиховим лицима.
Ко би могао знати број мртвих у том несретном логору. Ко би могао избројати жртве страшног безумља. Није их нико ни бројао. Нико, у ствари, и не зна колико је мртвих засуто земљом поред ријека Босне и Усоре. Нисам могао разумјети што нас муче и тјерају у смрт. Нисам могао схватити објашњење да је све због тога што смо Срби. Народ је само ћутао. Готово да се данима није чула ријеч, осим потмулог плача дјеце. Било је то доба умирања. Владала је језива тишина смрти.
Послије страшног добојског помора оно што нас је још остало у животу смјестили су у вагоне. Дошли смо у Мађарску, и у граду Шоnроњу поново у логор. У Шопроњу је било другачије, имали смо и хљеба и мјеста за спавање. Ту ми је умрла мајка Аница. Сјећам се само кад су је ујутру понијели на носилима у амбуланту. Стајао сам на вратима и ћутећи гледао куд је носе. Кад су наишли поред мене, она је испружила руку и помиловала ме по коси. Једва чујним гласом је рекла: 'Не бој се, Милоше!' Нисам је више никад видио.

## Меморијализација
У спомен жртвама логора код Цркве Св. апостола Петра и Павла је подигнут споменик. Споменик се састоји од гранитног постоља и обелиска који се завршава крстом. Приликом освећења Спомен-костурнице и споменика 1938. године, у близини Храма Светих апостола Петра и Павла, свештеник с Пала, поп Симо Беговић, рекао је: "Ти су несретници побегли у Србију и Црну Гору да се спасу од шуцкорских зверстава, а после окупације Србије и Црне Горе, 1915. године, снашла их је овде у Добоју још гора судбина. Зато је Добој - српска Голгота!" Дио костију добојских мученика сахрањен је у заједничку костурницу у Добоју. Тада је била штампана " Споменица  у хиљаду примерака, од којих је око 500 уништено с архивом добојске парохије у Другом свјетском рату.
На споменику су написани и стихови Војислава Ј. Илића:
По светим пољима отаџбине моје
Многе хумке растурене стоје
Гроб до гроба лежи и свједочи јавно
Да гинусмо славно ...
Власт  НДХ је одмах након налета у Добоју је 27. јуна 1941. године у 17 часова минирала је Спомен-костурницу. Након ослобођења, године 1954, споменик је обновљен и рестауриран без крсног знамења. Крст је враћен након оснивања Републике Српске. На плочи на споменику пише да је датум обнављања 6. новембар 1993. године
Нови, други по реду, споменик "Добојски логор 1915-1917" подигнут је у Добоју је 1. јула 2016. године, када је откривен и освећен. Посвећен српским логорашима аустроугарског логора у Добоју. Овај споменик је подигнут у близини жељезничке станице на мјесту гдје су се налазиле коњушнице аустроугарске војске у којима је затварано и мучено српско живље.
Дан сјећања на жртве логора у Добоју се обиљежава на дан његовог оснивања, 27. децембра. 
У Музеју у Добоју уприличена је и изложба под називом "Добојски логор, култура сјећања 1915-2015" Сталном поставком у историјском одјељењу Музеја у Добоју је презентована најновијом поставком из 2022. године. Аутор изложбе и поставке у Музеју је виши кустос-историчар Милка Ћосић. Изложба је презентована и у гостујућим поставкама у земљи. Ту се чува и врх оригиналног крста са Спомен-костурнице и споменика из 1938. године, који се налази у близини Храма Светих апостола Петра и Павла у Добоју као и бројне публикације, писаних и фото документи о страдању у логору.

## Галерија
- Спомен-костурница у Добоју

- Презентација у Музеју у Добоју